# Автошлях Т 0313
Автошля́х Т 0313 — автомобільний шлях територіального значення у Волинській області. Пролягає територією Ківерцівського району через Цумань—Грем'яче—Яківці. Загальна довжина — 8,7 км.

## Маршрут
Автошлях проходить через такі населені пункти:
| Автошлях Т 0313     |        |
| Волинська область   |        |
| Ківерцівський район |        |
| Цумань              | Т 0312 |
| Грем'яче            |        |
| Яківці              |        |
|                     | Т 1817 |